# La Défense coloniale
La Défense coloniale est un journal conservateur français, publié à Saint-Pierre en Martinique de 1882 jusqu'en mai 1902.

## Histoire
La Défense coloniale est fondé à Saint-Pierre en 1882 dans un contexte de vive tension entre les conservateurs catholiques à la tête des usines sucrières et les républicains défenseurs de la laïcité et de l’école publique, et alors qu'une grève agite en janvier les ouvriers agricoles de la région de Sainte-Marie qui réclament l’augmentation de leur salaire. Le journal se fait le porte-parole des planteurs, usiniers, conservateurs et catholiques de la ville. Il comprend quatre pages de 50 centimètres.
La Défense coloniale disparaît lors de l'éruption de la montagne Pelée en 1902 qui rase la ville de Saint-Pierre.